# Thomas Fröschl
Thomas Fröschl (ur. 20 września 1988 w Linz) – austriacki piłkarz występujący na pozycji napastnika. Wychowanek SC St. Pantaleon-Erla, od 2018 jest zawodnikiem austriackiego klubu FC Blau-Weiß Linz.